# دنیلسون مارتینز ناسیمنتو
دنیلسون مارتینز ناسیمنتو (به پرتغالی: Denilson Martins Nascimento) مهاجم اهل برزیل است که در شهر سالوادور و در تاریخ ۴ سپتامبر ۱۹۷۶ به دنیا آمده‌است.
دنیلسون مارتینز ناسیمنتو در تیم‌های فوتبال Camaçari سابقهٔ حضور دارد.